# Christian Scharf
Christian Scharf (* unbekannt; † 1893, vermutlich in Mannheim) war ein deutscher Klavierbauer und Gründer des Klavierbau-Unternehmens Scharf & Hauk, das seinen Sitz in Mannheim hatte.

## Werdegang

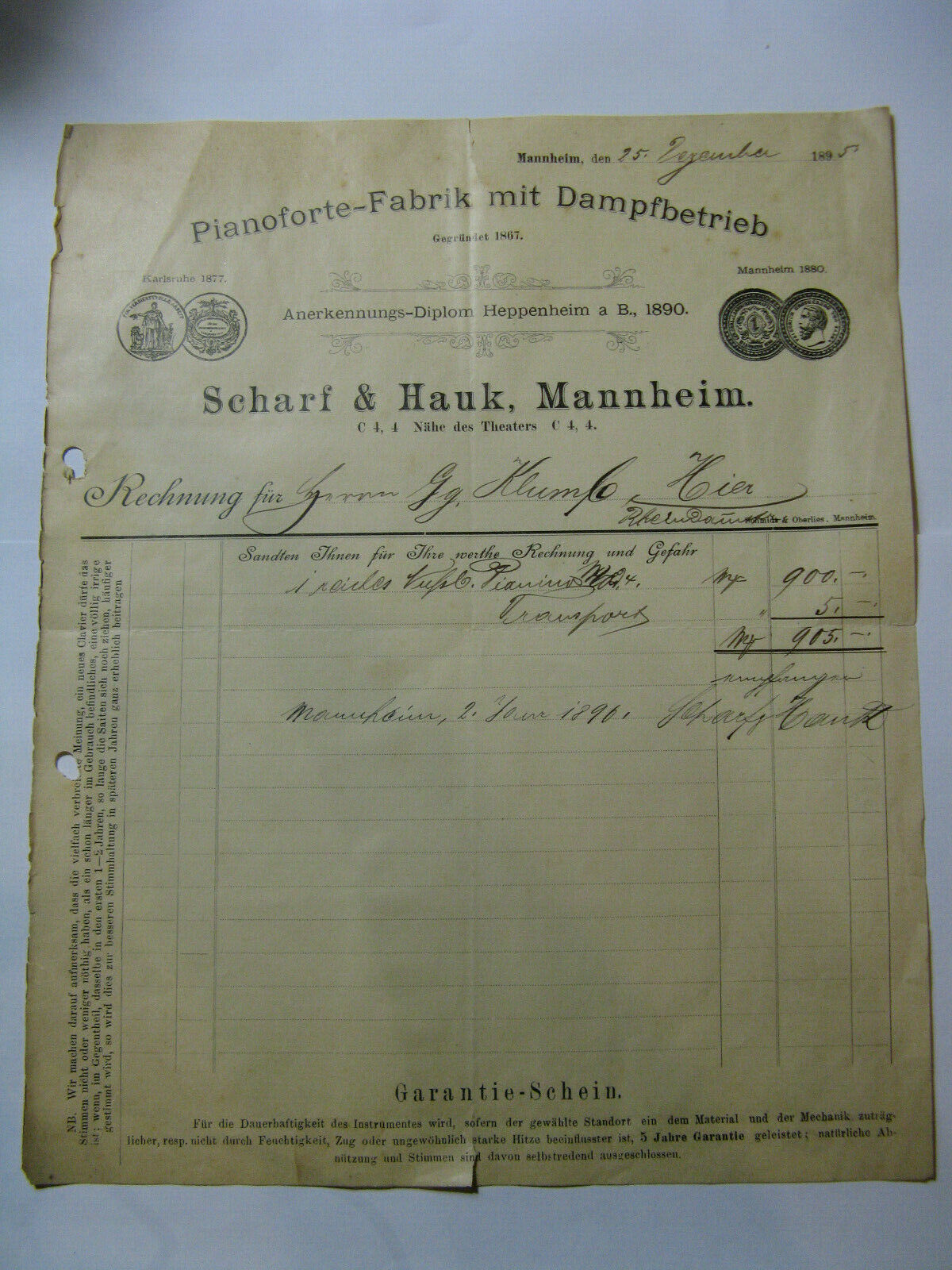
Rechnung der Klavierbau-Firma Scharf & Hauk, Mannheim (1895)

Scharf begann 1867 sein Klavierbau-Unternehmen in seiner Heimatstadt Mannheim aufzubauen. Das Unternehmen hatte seinen Hauptsitz anfangs in den Quadraten im C 4, 4 mit angeschlossener Klavierhandlung. 1890 wurde sein Schwiegersohn Wilhelm Hauk († 1932) Teilhaber des Unternehmens und fortan nannten sie sich Scharf & Hauk. Um 1900 konnten die neuen Fabrikräume in der Langen Rötterstraße 82–84 bezogen werden, wobei die alten Räumlichkeiten in C 4 als Lager bestehen blieben. 

## Produktion
Scharf & Hauk baute sowohl Flügel als auch Pianos, wobei besonders die Klaviere Auszeichnungen erhielten, unter anderem auf der Industrie- und Gewerbeausstellung 1895 in Straßburg.

## Vermächtnis

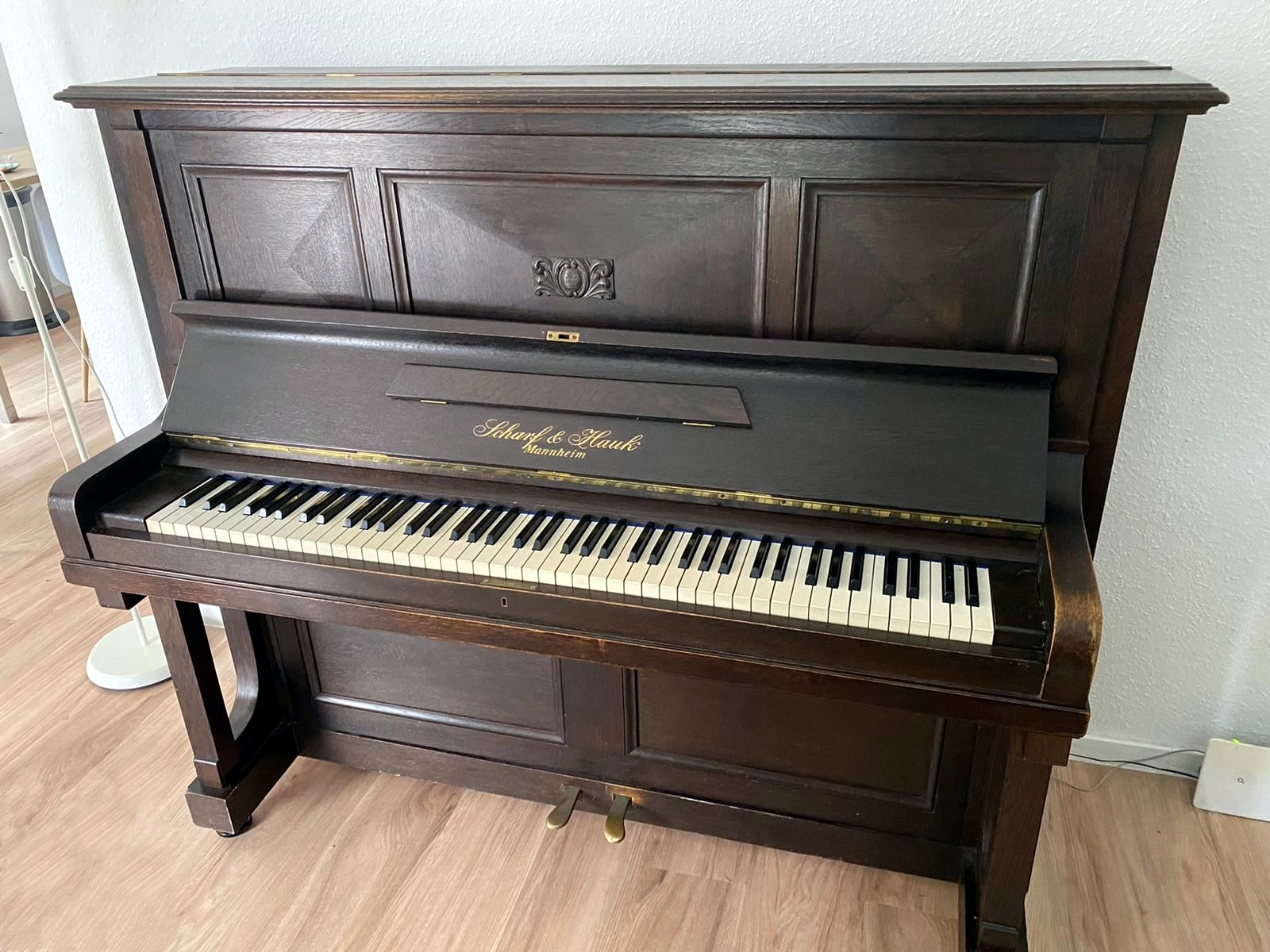
Ein Pianino von Scharf & Hauk aus dem frühen 20. Jahrhundert

Nach dem Tod von Christian Scharfs Witwe Elise Scharf im Jahr 1919 trat deren Tochter Anna Hauk, geb. Scharf, als Teilhaberin in das Geschäft ein, das sie jedoch 1926 wieder verließ. Ihre Stelle nahmen schließlich Julius, Kurt und Edgar Hauk ein. Anfang der 1930er Jahre beendete die Firma ihre Produktion.

## Quelle
- Schenkung Helmut, Reinhard Frey: Klavier von Scharf & Hauk, Mannheim. verlag regionalkultur, Mannheim 2008, ISBN 978-3-89735-559-0